# Mangora novempupillata
Mangora novempupillata là một loài nhện trong họ Araneidae.
Loài này thuộc chi Mangora. Mangora novempupillata được Cândido Firmino de Mello-Leitão miêu tả năm 1940.